# Пустомыты
Пустомы́ты (укр. Пусто́мити) — город во Львовском районе Львовской области Украины. Административный центр Пустомытовской городской общины.

## Географическое положение
Расположены в междуречье Щирки и её притока Ставчанки в системе реки Днестр в 19 км юго-западнее города Львов.

## История

### Ранние времена
Предполагают, что в древнерусские времена поселок назывался «Мыто» («Пошлина») и могло быть таможней на границе Перемышльского и Звенигородского княжеств. Впоследствии местность, вероятно, потеряла прежнее значение, когда начали активно развиваться соседние города Щирец и Львов. От словосочетания «пустое мыто» и выводят название «Пустомыты».
Сохранились данные, что в 1417 году село Митко было продано Щирецким войтом Иваном Нишолеком за 300 гривен пражских грошей Станиславу Корытке. Акт продажи подтвердил король Владислав Ягайло.
В письменных источниках поселение Пустомыты впервые упомянуто в 1441 году во Львовской судебной книге. В течение 1448—1454 оно фигурировало в коронной метрике как «Пошлина» или «Пустомыты», владельцем был Станислав Корытко. В то время поселок граничил с Бортный Островом, долиной Роздоле или Великие Лозы.
Некоторое время владел Пустомытами Ян Дзедушицкий, который в 1528 году продал их гетману Яну Тарновскому. Позже сын Яна, Николай Дзедушицкий выкупил село и владел им в 1541 году.
В акте люстрации королевских имений 1570 указано, что села Пустомыты и Малечковичи Вацлава Дзедушицкого разграничивают с имением Милошовичи из рода Кунат река Щирка.
В 1617 году владельцем Пустомыт был Рафал Дзедушицкий. В 1626 году село опустошили татары. Накануне национально-освободительной войны 1648—1654 селом владел Александр Дзедушицкий. К счастью, война обошла эти места. Михаил Грушевский в своем труде писал о тех временах:"Пустомыты, Малечковичи, Милошовичи зплатилы в 1649 и 1650 году полный налог. Это словно щасливый оазис среди сожженных и безлюдных окрестностей ."ь' По привилегии Яна Казимира в 1665 году село получил Венявский, как награду за военные заслуги.
Зафиксировано, что в 1721 король Август Сильный назначал комиссаров для разделения сел Пустомыты и Малечковичи. В 1729 году проводили разграничение сел Пустомыт от Семеновки, Поршны и Нагорян.

### Австро-Венгрия
В ходе первого раздела Польши в 1772 году селение вошло в состав Австрии.
В 1787 году Пустомыты и Волица принадлежали господину Якубу Доминскому. Здесь проживали 82 семьи. Документы 1787 года свидетельствуют, что крестьяне Пустомыт и Волицы, которая тогда была хутором, а сейчас — является центральной частью города, имели в своем пользовании 583,4 га земли.
На документах того времени есть оттиски городской печати овальной формы с надписью латинском языке «Печать доминии Пустомыты». Внутри печати изображен щит, в котором в овале изображен полумесяц рожками кверху. На концах рожков звездочки, а над полумесяцем изображена стрела, направленная вверх. Предполагают, что это могла быть печать семьи Венявских.
В 1820 году владельцем села был Ян Любич Хоецкий. Тогда в Пустомытах насчитывалось около 80 хозяйств. Согласно церковных данных 1821 года в Пустомытах и Лисневичах жили 774 русина. Настоятелем был отец Михаил Левицкий, а владельцем имений — Антонина Кульчицкая.
В 1844 году в селе было 115 домов, в которых было 148 комнат и 54 амбара, то есть большинство домов имели лишь одну комнату.
В 1847 году Львовщиной ширился голод, крестьяне никак не могли дождаться сбора нового урожая. Весной 1848 года в Австро-Венгрии была отменена барщина. В 1849 году барские леса были окопаны рвом, а крестьянам запрещено ими пользоваться. Одновременно крестьянам запретили пасти скот на пастбище «Ставиская» (Лисневичи), а также на господских лугах и пахотных землях. Крестьяне стали добиваться сервитутных прав через суд. Около 30 лет судились крестьяне с помещиком, но так и не добились своих прав.
В течение 1850-х годов община использовала печатью с надписью немецком языке «Gemeinde Poztumyty». В середине печати был изображен стоящий сноп, а рядом — крестьянин в шляпе и с цепом в руке.
В 1856 году в Пустомытах было 165 жилых домов (в том числе 1 двухэтажный), в которых насчитывалось 218 комнат и 37 амбаров.
В 1866 году в селе была основана парохиальная начальная школа, а в 1867 году она стала «тривиальной». Обе эти школы были одноклассными. «Тривиальная» школа считалась государственной, однако уровень обучения в ней был невысоким.
По состоянию на 1880 году в селе было 167 домов и 973 обитателей: 475 католиков, 472 греко-католиков, 7 иудеев и 19 представителей других конфессий (возможно, немцы-протестанты). В 1885 году в Пустомытах и Лисневичах вместе было 1250 украинских прихожан, в 1886 г. отец Иоанн Нрольский имел 406 верных в Пустомытах и 632 верных в Лисневичах.
С давних времен в Пустомытах был источник минеральной сернистой воды, по свойствам была подобной Великолюблинской. Еще немецкий путешественник Гакет в 1791—1795 годах писал, что местная вода по своему составу не отличается от Люблинской. В конце 1879 года источниками минеральной воды заинтересовался новый владелец Пустомыт Лонгин Дунка. По его инициативе доктор Вонсович сделал химический анализ воды, на основе которого в 1880 году получено разрешение на открытие купального заведения. Источник был огражденном камнем, а воду трубами отводили к купальням, двумя машинами нагревали и подавали к ваннам. Недалеко в парке был построен 2-этажный дом с 26-ю комнатами. При нем был ресторан. За 150 шагов располагался дом владельца. Купальный сезон должен был начаться 15 мая 1882 года, а газеты сообщали, что здесь есть серные и железно-боровиновые воды.
Пустомыты были курортом в 1880—1914 годах.
Наличие в Пустомытах и его окрестностях запасов известняка привело к учреждению известковых заводов. В 1887 году в селе построены две большие печи для обжига извести. Развитию производства извести способствовала и постройка железной дороги Львов-Стрый, прошедшей через Пустомыты. Станция изначально была лишь в с. Глинное, а в 1881 году построена и в Пустомытах.

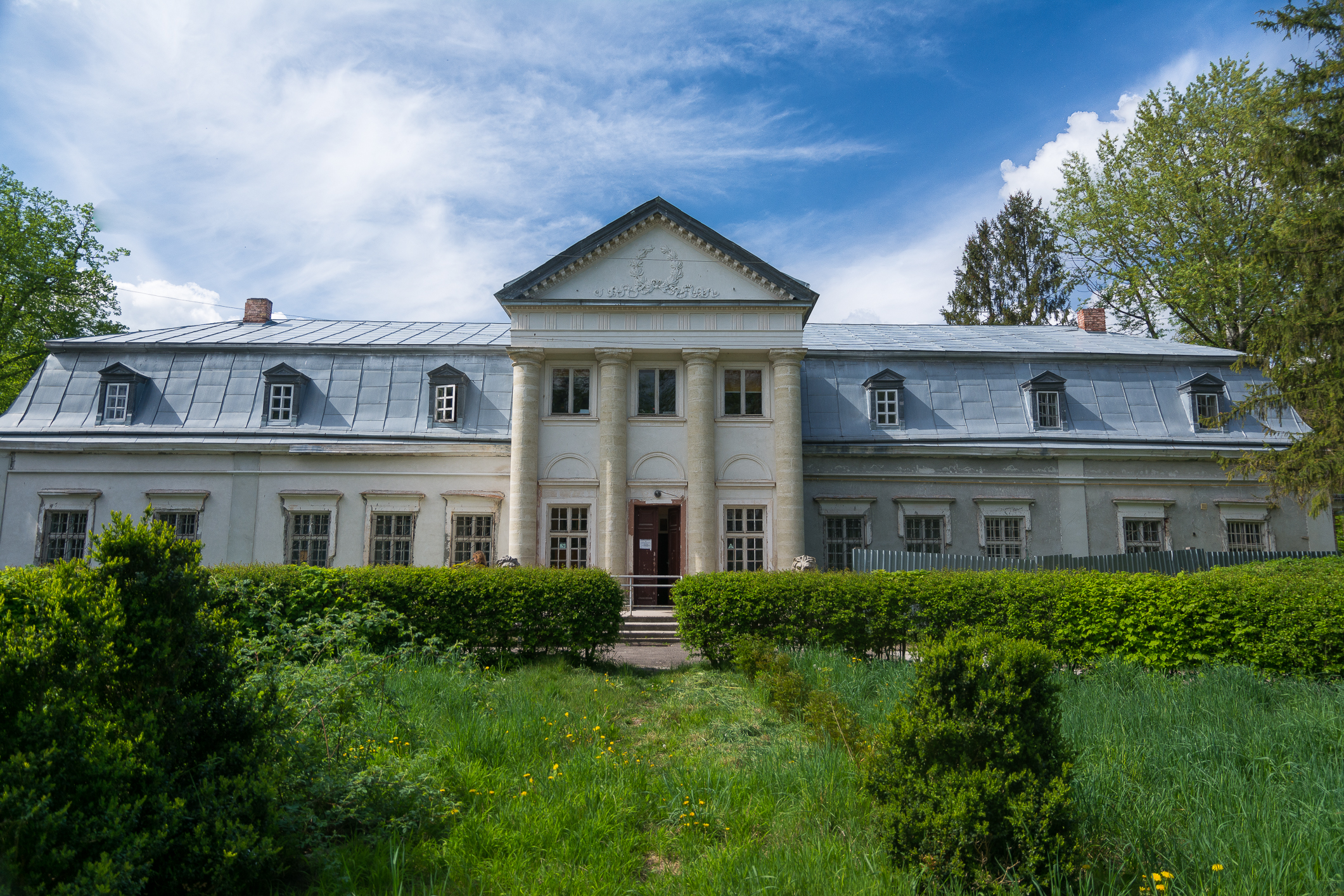
Особняк в Пустомытах, построенный в начале XX века

В 1906 году в селе возникло кредитное общество «Народный дом», которое в 1912 году насчитывало 149 членов. Там можно было занять деньги под меньший процент, чем у корчмаря. В 1911 году был основан кружок общества «Сельский хозяин», который через год имел уже 11 членов.
12 марта 1910 года во время сильного ветра вспыхнул пожар, который в течение полутора часов уничтожил 62 хозяйства и около 200 зданий. Барский двор и купели уцелели. Известный впоследствии отец Владимир (Стернюк) через газету «Дело» обратился к галичанам с просьбой о помощи, поскольку около 300 человек остались без крова. Проблемы не оставили Пустомыты и весной 1911 года, когда там вспыхнула эпидемия пятнистого тифа.
К тому времени в селе было 2 еврейские лавки и 2 корчмы. Против пьянства боролось общество «Сокол» и церковное Братство трезвости.
В 1911—1912 годах польский земский банк в Ланьцуте стал продавать полякам земли в Пустомытах. Таким образом, в селе увеличилась польская община. Впоследствии землю смогли покупать также украинцы, но при этом они вынуждены были менять своё вероисповедание на римо-католическое. Земли, которые скупались польскими крестьянами, прибывшими сюда с запада, дали начало части села, которая была названа Парцелляция.
Согласно данным «Просвиты» в 1912 году в Пустомытах проживало 990 человек (590 греко-католиков, 386 римо-католиков, 14 евреев), было 209 домов. На приселке Волица, постепенно слился с Пустомытами, жило 263 человека.
Хотя украинцы составляли большинство, они имели 400 моргов земли (морг = 0,56 гектар а), тогда как поляки — 600, а имение — 667 моргов. Имели около 1000 кур, 250 коров, 150 свиней, 100 лошадей, а 50 хозяйств были вообще без скота. Сеяли преимущественно овес, а сажали «бульбу» (так местные жители называют картофель). Среди ремесленников села было 3 кузнеца, 5 сапожников, 5 портных и несколько обувщиков, 2 столяра. Также рабочие работали на местном производстве по обжигу извести. Некоторые селяне эмигрировали в Германию или США.
Во время выборов 1913—1914 годов обострились противоречия между польским и украинскими избирателями и кандидатами, на результаты выборов были поданы многочисленные жалобы и протесты.
Бои во время Первой мировой войны впервые непосредственно затронули местность 10-11 сентября 1914 года, когда в Лисневичах полностью сгорело 50 домов, а в Пустомытах россияне сожгли 5 домов. Во время отступления русской армии село вновь пострадало 21 июня 1915 года, когда здесь были бои, а со стороны Милошовичей было сожжено 7 домов. Также сгорели господский двор, купальни и дома у железной дороги.

### 1919—1939
После распада Австро-Венгрии селение заняли польские войска и оно вошло в состав Львовского воеводства Польши.
Согласно польским церковным данным в 1930 году здесь проживало 1027 римо-католиков. По данным читальни в 1935 году в селе было 200 домов (50 украинских, 149 польских, 1 еврейский), но такие цифры малоправдоподобны. В отчёте за 1937 год указано, что в Пустомытах было 385 домов (102 украинских, 281 польских и 2 еврейских).
В 1931 году в Пустомытах работали трехклассная и одноклассная школы и двуклассная в с. Глинна. В школах обучение проводилось только на польском языке.

### 1939-1991
21 сентября 1939 года Пустомыты заняли части РККА. Вскоре город вошёл в состав Украинской ССР, в 1940 году он стал районным центром.
Вскоре после начала Великой Отечественной войны Пустомыты были оккупированы немецкими войсками. Недалеко от глинских заводов оккупанты создали концентрационный лагерь. Голод и холод, тяжелый труд — такой была судьба тех, кто оказался за его колючей проволокой. В середине апреля 1943 года в лагерь фашисты привезли из Дрогобыча 230 евреев, и в конце июля того же года более 200 из них были расстреляли. 28 июля 1944 года Пустомыты был освобождены советскими войсками.
В 1944 году началось издание районной газеты. В 1944—1945 гг. село было электрифицировано и газифицировано. Завершено строительство всех Глинно-наварийских известково-кирпичных заводов.
2 апреля 1958 года Пустомыты получили статус посёлка городского типа. В 1974 году здесь действовали завод железобетонных конструкций, пищекомбинат, хлебокомбинат, птицефабрика и др. предприятия.
В 1983 году численность населения составляла 7,3 тыс. человек, здесь действовали производственное объединение "Львовдорстройматериалы", заводоуправление известковых заводов, производственное объединение по производству яиц, райсельхозтехника, райсельхозхимия, Западноукраинское отделение экспериментальной конструкторско-технологической лаборатории применения жидкого аммиака и других жидких удобрений в сельском хозяйстве, дом быта, две общеобразовательные школы, одна музыкальная школа, больница, Дом культуры, три библиотеки.
В 1988 году посёлок городского типа Пустомыты получил статус города.
В январе 1989 года численность населения составляла 9342 человек, основой экономики в это время являлось производство строительных материалов.

### В независимой Украине
В мае 1995 года Кабинет министров Украины утвердил решение о приватизации находившихся в городе Пустомытовского заводоуправления известковых заводов, завода «Доржелезобетон», райсельхозтехники и птицефабрики, в июле 1995 года было утверждено решение о приватизации СПМК № 4. Также, в 1995 году построена средняя школа № 2 на 630 ученических мест.

## Население
По данным переписи 2001 года, украинцы составляли 97,52 % населения города, русские — 1,38 %.

### Языковой состав
Родной язык населения по данным переписи 2001 года:
| Язык       | Численность, чел. | Доля     |
| ---------- | ----------------- | -------- |
| Украинский | 9 625             | 98,60 %  |
| Русский    | 110               | 1,13 %   |
| Другое     | 27                | 0,27 %   |
| Итого      | 9 762             | 100,00 % |

Украинский язык является основным и единственным официальным языком города.

## Экономика
Заводы железобетонных конструкций и холодного асфальта, пищевая промышленность, серные источники.
Жителей города и района обслуживают центральная районная больница, поликлиника, ряд магазинов, баров и кафе.

## Транспорт
Железнодорожная станция на линии Львов — Стрый Львовской железной дороги.

## Культура, музеи и памятные знаки

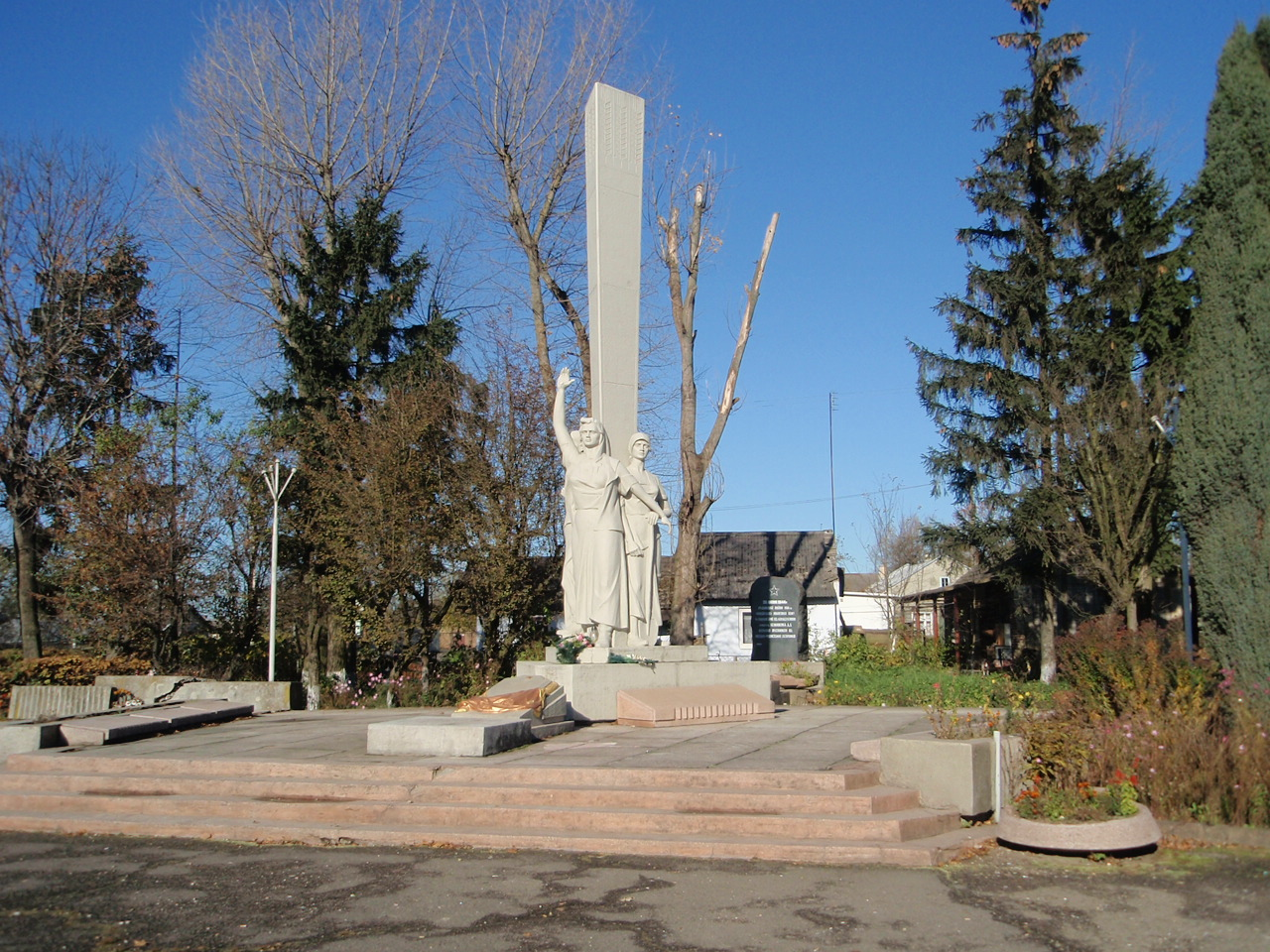
Памятник на братской могиле советских воинов, погибших при освобождении пгт. Пустомыты от немецко-фашистских войск в 1944 г.

В 1914 году, в столетнюю годовщину со дня рождения Т. Г. Шевченко, общины из окрестных деревень собрались для того, чтобы установить в селе памятник поэту.
Уже в первые годы оккупации местные поляки-шовинисты в 1921 году уничтожили памятник Т. Г. Шевченко, но в 1990 году силами Общества украинского языка он был восстановлен.
На базе Пустомытовской средней школы № 2 создан музей Василия Кучабского — известного политического и военного деятеля времен Западно-Украинской народной республики, который родился в Волице, пригороде Пустомыт — сейчас центральная часть города.
Жители соорудили памятные знаки в память героев Украины: в честь 50-летия УПА, павшим борцам за свободу Украины в Пустомытах.
У города есть Народный дом, где проводят различные встречи и мероприятия.

## Символика
В 1999 году утверждена местная символика, герб и флаг города. На гербе города в зеленом поле серебряная печь для обжига извести, над ней — три золотых кружочка — геральдические монеты, которые символизируют объединение трех населенных пунктов: Пустомыт, Лисневичей и Глинна.

## Спорт
Есть городской стадион, на котором проводит домашние игры футбольный клуб «Пустомыты».
В ходе подготовки к проведению матчей чемпионата Европы по футболу 2012 во Львове, в Пустомытах планируют построить современные реабилитационный центр и тренировочную базу.

## Города побратимы
- Смилтене (Латвия)
- Сташув (Польша)
- Журавица (Польша)